# The Night They Drove Old Dixie Down
"The Night They Drove Old Dixie Down" é uma canção composta pelo músico canadense Robbie Robertson, gravada originalmente pelo The Band e lançada em seu álbum homônimo em 1969. No mesmo ano, apareceu também como lado-B do single "Up on Cripple Creek". 

## Significado
A letra fala sobre os últimos dias da Guerra da Secessão e suas consequências. O soldado confederado Virgil Caine "serviu no trem Danville" ("served on the Danville train"), a principal rota de suprimento na capital confederada de Richmond, Virgínia. O Exército da Virgínia do Norte do general Robert E. Lee tomou posse da rota durante o Cerco de Petersburg e, como parte de uma campanha ofensiva, a tropa do general da União George Stoneman "rompeu as linhas novamente" ("tore up the track again"). O cerco durou de junho de 1864 a abril de 1865, quando tanto Richmond quanto Petersburg caíram em mãos inimigas, enquanto as tropas de Lee passavam fome - "Tínhamos fome / Mal estávamos vivos" ("We were hungry / Just barely alive"). Virgil termina relatando e lamentando a perda de seu irmão: "Ele só tinha dezoito anos, orgulhoso e corajoso / Mas um Yankee o deitou em sua cova" ("He was just eighteen, proud and brave / But a Yankee laid him in his grave").
Robertson afirma que tinha o ritmo da canção em sua cabeça, mas não fazia ideia do que escrever. "Em certo ponto, o conceito me ocorreu. Então eu fiz algumas pesquisas e compus a letra. Quando eu visitei o sul dos Estados Unidos pela primeira vez, me lembro que uma expressão muito usada era, 'Não se preocupe, o Sul vai se reerguer novamente'. Das primeiras vezes que ouvi isso achei uma coisa meio engraçada de se dizer, mas depois fiquei tocado por isso. Pensei, 'Deus, de tanto ouvir isso percebo que há uma dor, uma tristeza aí'. Na terra americana, é uma espécie de tristeza bonita".

## Créditos
- Rick Danko – baixo, backing vocals
- Levon Helm – vocais, bateria
- Garth Hudson – escaleta, trompete slide
- Richard Manuel – piano, backing vocals
- Robbie Robertson – violão